# Енгелшалк I
Енгелшалк I (на немски: Engelschalk I; † 871, Велика Моравия) е маркграф (comes terminalis) на Остмарк и граф в Горна Панония.

## Биография
Той е син на Вилхелм I и брат на Вилхелм II. Братята основават Херцогенбург и Вилхелмсбург в Долна Австрия.
Енгелшалк I е убит през 871 г. заедно с брат си в боевете против Велика Моравия. Техен приемник като граничен граф става Арибо I.
Неговият син Енгелшалк II e в опозиция към Арибо и понеже отвлича извънбрачната дъщеря на Арнулф Каринтийски през 893 г. е осъден в Регенсбург и ослепен.